# Сахнівська сільська рада (Летичівський район)
Сахні́вська сільська́ ра́да — адміністративно-територіальна одиниця та орган місцевого самоврядування в Летичівському районі Хмельницької області. Адміністративний центр — село Сахни.

## Загальні відомості
Сахнівська сільська рада утворена в 1944 році.
- Територія ради: 27,18 км²
- Населення ради: 422 особи (станом на 2001 рік)

## Населені пункти
Сільській раді підпорядковані населені пункти:
- с. Сахни
- с. Лозни
- с. Майдан-Сахнівський

## Склад ради
Рада складається з 12 депутатів та голови.
- Голова ради:
- Секретар ради: Бондар Дмитро Степанович

### Керівний склад попередніх скликань
| Прізвище, ім'я, по батькові  | Основні відомості                                                 | Дата обрання | Дата звільнення |
| ---------------------------- | ----------------------------------------------------------------- | ------------ | --------------- |
| Григор'єв Олександр Іванович | Сільський голова, 1951 року народження, освіта вища, позапартійна | 26.03.2006   | 31.10.2010      |
| Григор'єв Олександр Іванович | Сільський голова, 1951 року народження, освіта вища, безпартійний | 31.10.2010   | 28.04.2015      |

Примітка: таблиця складена за даними сайту Верховної Ради України

### Депутати
За результатами місцевих виборів 2010 року депутатами ради стали:

#### За суб'єктами висування
| Суб'єкт висування           | Кількість обраних депутатів | %    |
| --------------------------- | --------------------------- | ---- |
| Самовисування               | 8                           | 66,7 |
| Народна партія              | 2                           | 16,7 |
| Комуністична партія України | 1                           | 8,3  |
| Партія регіонів             | 1                           | 8,3  |

#### За округами
| № округу                    | Прізвище, ім'я, по батькові       | Дата визнання обраним | Освіта             | Партійна приналежність | Відомості про обраного депутата              |
| --------------------------- | --------------------------------- | --------------------- | ------------------ | ---------------------- | -------------------------------------------- |
| Комуністична партія України |                                   |                       |                    |                        |                                              |
| 10                          | Панасюк Іван Васильович           | 03.11.2010            | середня            | позапартійний          | пенсіонер                                    |
| Народна Партія              |                                   |                       |                    |                        |                                              |
| 7                           | Бужанська Олена Олександрівна     | 03.11.2010            | незакінчена вища   | член Народної партії   | Сахнівська с/р, землевпорядник               |
| 12                          | Таранюк Павло Павлович            | 03.11.2010            | середня            | позапартійний          | Голенищівська загальноосвітня школа, кочегар |
| Партія регіонів             |                                   |                       |                    |                        |                                              |
| 5                           | Паштецька Наталія Михайлівна      | 03.11.2010            | середня спеціальна | член Партії регіонів   | Голенищівська загальноосвітня школа, вчитель |
| Самовисування               |                                   |                       |                    |                        |                                              |
| 1                           | Левченко Михайло Леонідович       | 03.11.2010            | середня            | позапартійний          | тимчасово не працює                          |
| 2                           | Кудинська Катерина Яківна         | 03.11.2010            | середня            | позапартійна           | тимчасово не працює                          |
| 3                           | Григор'єв Олександр Олександрович | 03.11.2010            | вища               | позапартійний          | с. Лозни, підприємець                        |
| 4                           | Раднєвич Галина Захарівна         | 03.11.2010            | середня            | позапартійна           | пенсіонер                                    |
| 6                           | Гордієць Любов Іванівна           | 03.11.2010            | вища               | позапартійна           | Сахнівська с/р, секретар                     |
| 8                           | Баєв Володимир Петрович           | 03.11.2010            | середня            | позапартійний          | с. Сахни, підприємець                        |
| 9                           | Бондар Дмитро Степанович          | 03.11.2010            | середня спеціальна | позапартійний          | с. Сахни, директор СБК                       |
| 11                          | Костюк Вадим Петрович             | 03.11.2010            | середня            | позапартійний          | пенсіонер                                    |